# Осман Пазвантоглу
Осман Пазвантоглу (*1758 — 27 січня 1807) — фактично незалежний правитель Видинського пашалика в період кризи 2-ї пол. XVIII ст. в Османській імперії.

## Життєпис

### Молоді роки
Походив з родини спадкових яничар, що переселилися до Видина з Боснії. Син Омера Пазвантоглу, аяна Видина або великих сел поблизу нього. У 1764 році Омера Пазвантоглу було виселено з родиною з Видина. Осману Пазвантоглу було тоді 6 років. Замолоду поступив на службу до санджакбея Печа в Косово. У 1789 році Омер повертається до Видина, де призначається агою 31-ї орти (загону) яничарської залоги Видина. На той час Видинський санджак отримав статус Видинського пашалику, його очолював двобунчужний паша.
Того ж року Осман Пазвантоглу стає байрактаром (прапоронсцем) видинського санджакбея Мелек-паші. У 1789 році осман Пазвантоглу разом з батьком та 9 іншими яничарами влаштував заколот проти Мелек-паші. В результаті Омера Пазвантоглу було страчено, а осман зумів врятуватися й продовжив чинити розгардіяш у Видинському пашалику. Зрештою вимушений був залишити пашалик, перебратися до Боснії та Белградського пашалика.

### Володар пашалика
У 1792 році повертається до Видина. 1793 році за рахунок відкупів зібрав значні статки, на які сформував загін, з яким захопив Видин. На бік Османа Пазвантоглу перейшли місцеві яничари, що були невдоволені реформами султана Селіма III. Після цього Осман став готуватися до війни з урядовими військами, озброюючи містян та селян. Звідси почав здійснювати набіги на белградський пашалик, Софійський та Нікопольський санджаки. У 1794 році Осман Пазвантоглу отримав від султана ітляк (прощення) та визнання його видинським пашею. У 1795 році за підтримки белградських яничар спробував захопити місцевий пашалик. 19 червня того ж року на чолі 15-тисячного війська Осман-паша зайняв Белград, окрім тамтешньої фортеці. Втім, протягом літа того ж року зазнав поразки від урядових військ, яких підтримала сербська знать.
У жовтні 1795 року війська Румелійського еялету стали готуватися для походу на Видин. В свою чергу осман Пазвантоглу зумів захопити значну область уздовж Дунаю, збільшивши військо до 40 тис. вояків. Невдовзі на його бік перейшла яничарська залога міста Ніш. Після цього урядове військо почало розбігатися, частина приєдналася до Осман-паші. 1797 року він захопив місто Плевен, а потім землі до Велико Тирново, Свіштово і Габрово, зайнявши Ловчевську, Видинську, Врачанську, Плевенську, Оряхівську, Ніську нахії. Невдовзі загони Османа Пазвантоглу зайняли місто Фетіслам (сучасне м. Кладово). Того ж року спробував повністю захопити белградський пашалик, але зазнав поразки при Белграді.
У 1798 році проти Османа Пазвантоглу виступили урядові війська кількістю до 70 тис. вояків. Втім, видинський володар зумів вистояти при облозі Видина. Після відступу султанських військ Осман-паша в свою чергу блокував Калафат, Ніш, Белоградчик, Лом, Оряхово, Берковци. Того ж року султан Селім III звернувся до російського імператора Павла I щодо допомоги проти Пазвантоглу. Російські представники в Валахії намагалися виступити посередниками між Осман-пашею та султанським диваном. Зрештою 1799 року Осман Пазвантоглу отримав офіційне призначення головою Видинського санджаку з титулом трьохбунчужного паші. Разом з тим підтримував румелійську опозицію та кирджали проти султана.
У 1800 році виступив проти белградського паші Мустафи, підтримав його повалення яничарами у 1801 році. 1800 році здійснив набіг на Валахію, пограбувавши місто Крайова, але зазнав поразки від господаря Валахії Олександра Мурузи. У 1802 році домігся від уряду призначення мухафізом (намісником) Сілістрії Ілікліоглу, який фактично визнав владу Осман-паші. Слідом за цим розпочав війну проти рущукського аяна Терсенікліоглу, що тривала до 1803 року. 1803 року отримав від султанського дивану фірман з наказом припинити війну з Терсенікліоглу. Наприкінці 1803 року звернувся до султану з прохання передати йому в управління Белградський пашалик та Боснійський еялет.
У 1804 році вступив у конфлікт з кирджали, що стали вимагати грошей. Того ж року відправив 1 тис. вояків на придушення сербського повстання в Белградському пашалику. Постійні невдачі у боротьбі з рущукським аяном, острах щодо поширення сербського повстання на власні землі призвів до репресій осман-паші стосовно християнських підданців. В результаті протягом 1806—1807 роках почалося збурення в пашалику. В розпал цих подій Осман Пазвантоглу раптово помер 27 січня 1807 року. Його владу отримав дерібей Ідрис Молла.